# ジョン・テイラー (貿易業者)
ジョン・テイラー（John Taylor、名はジョンだが愛称はジョニー、Johnny、1798年に死亡）とは西アフリカのシエラレオネの貿易業をしていた船長で、イギリス植民地時代のシエラレオネの知事（1788年 - 1789年）。
テイラーはクリオ出身の貿易業者でフリータウン半島のウィルバーフォース村から保護領の北部に渡り貿易をして働いていた。テイラーは1788年に保護領北部のテムネ族の王の一人の臣下の首長から、フリータウン半島、北部の細長い土地を割譲して貰って土地を手に入れた。解放奴隷ら入植者の移住地とする目的である。それ以前にグランビル・シャープら博愛主義者により解放奴隷をシエラレオネに送っている。解放奴隷は主にイギリスやカナダのノバスコシア（イギリスの愛国者としてアメリカ独立時に逃亡して自由になった奴隷達）、さらにジャマイカ出身のアフリカに先祖を持つ移住者がこれに参加した。テイラーは奴隷から解放され、シエラレオネに移住する、移住者とその子孫や後継者そして、イギリスから到着した者達、イギリス政府の保護の下にある自由社会の代表者だった。1798年の2月から11月に保護領北部のテムネ族出身のバイ・ブレが小屋税の導入（植民地政府による保護領に一律一戸に5シリングの導入）に反対して大暴動を起こした。保護領のテムネ族はテイラーがイギリス植民地政府の小屋税を支えたとして彼を殺害した。